# Ilse Neubauer

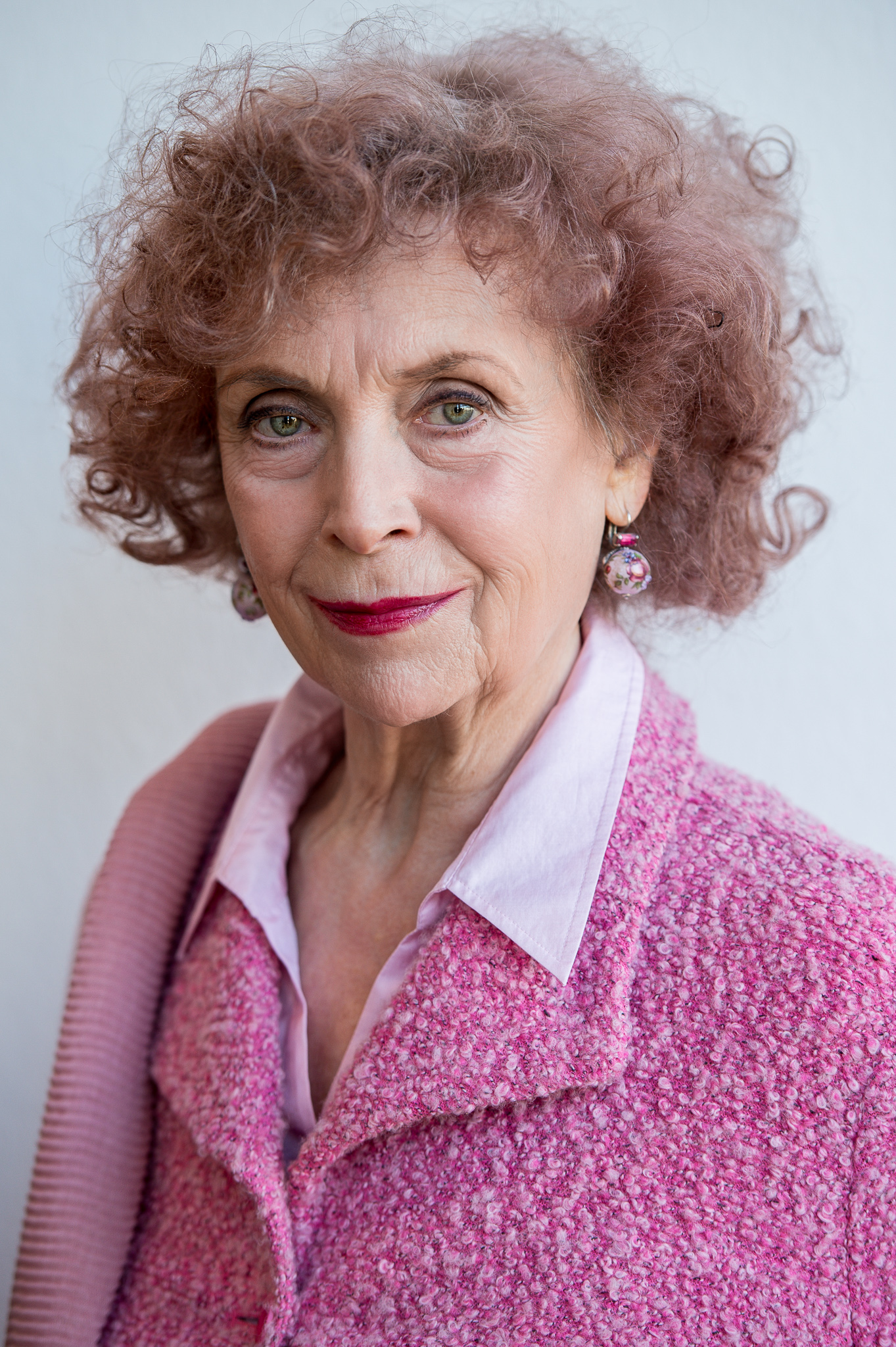
Ilse Neubauer (2017)

Ilse Neubauer (* 27. Juni 1942 in München) ist eine deutsche Schauspielerin, die in erster Linie durch ihre Rollen als bayerische Volksschauspielerin bekannt wurde, sowie Rundfunk- und Fernsehsprecherin.

## Leben
Ilse Neubauer wuchs auf dem Berghof Mittergraseck in Garmisch auf. Ihre Eltern ließen sich bereits in ihrer Kindheit scheiden. Sie nahm unter anderem Schauspielunterricht bei Hans Josef Becher in München und gab nach ihrer Schauspielausbildung ihr Debüt beim Bayerischen Staatsschauspiel. Später arbeitete sie jedoch, abgesehen von Gastspielen, fast ausschließlich für den Hörfunk und das Fernsehen.
Sie wurde durch zahlreiche Hörspiele, Lyrik-Sendungen, Radio-Features und Schulfunk-Produktionen des Bayerischen Rundfunks bekannt. So gehört sie seit vielen Jahren zum Sprecherteam des Kalenderblatts in Bayern 2. Im Bayerischen Fernsehen trat sie erstmals 1973 in der Komödienstadel-Episode Die drei Dorfheiligen (mit Gustl Bayrhammer) auf. Danach übernahm sie Rollen in beliebten Fernsehserien wie Münchner Geschichten, Meister Eder und sein Pumuckl, Irgendwie und Sowieso, Zeit genug, Peter und Paul und Polizeiinspektion 1. Der Durchbruch gelang ihr als Ilse Kugler („Ilse-Hasi“) in der Reihe Die Hausmeisterin (1986–1992) an der Seite von Helmut Fischer und Veronika Fitz. Seit 2023 ist sie erneut als Frau Stürzlinger in der Serie Neue Geschichten vom Pumuckl zu sehen. Sie ist die einzige Darstellerin aus der Originalserie, die ihre alte Figur wieder übernimmt.
Der Fotograf Andreas Neubauer ist ihr Sohn aus einer langjährigen Beziehung; sie war aber nie verheiratet. Sie hatte eine ältere Schwester (Inge), die 2004 verstorben ist.

## Filmografie
- 1967: Kommissar Brahm (1 Folge)
- 1969: Eden ist fern
- 1971: Toni und Veronika (Fernsehserie)
- 1972: Butler Parker (Fernsehserie, 1 Folge)
- 1973: Der Komödienstadel – Die drei Dorfheiligen
- 1973: Frühbesprechung (Fernsehserie, 1 Folge)
- 1974: Münchner Geschichten (Fernsehserie, 1 Folge)
- 1975: Eine ganz gewöhnliche Geschichte (Fernsehserie)
- 1977: Der Alte – (Folge 1: Die Dienstreise) – Pilotfilm der Serie
- 1977: Sachrang
- 1978: Tatort: Schlußverkauf
- 1978–1987: Derrick (Fernsehserie, 6 Folgen)
- 1979: Der Durchdreher
- 1979: Die Überführung
- 1980: Der ganz normale Wahnsinn (Fernsehserie)
- 1980: Die Undankbare
- 1980: Tatort: Spiel mit Karten
- 1980, 1986: Polizeiinspektion 1 (Fernsehserie, 2 Folgen)
- 1981: Tipfehler
- 1982: Zeit genug (Fernsehserie, 6 Folgen)
- 1982–1992: Ein Fall für zwei (Fernsehserie, 3 Folgen)
- 1982–1983: Meister Eder und sein Pumuckl (Fernsehserie, 3 Folgen: 1.12, 1.19, 1.24)
- 1982: Wer spinnt denn da, Herr Doktor?
- 1983: Traumlage
- 1984: Das Verschwinden der Harmonie
- 1984: Franz Xaver Brunnmayr (Fernsehserie, 9 Folgen)
- 1986: Geschichten aus der Heimat (Fernsehserie) Episode: Fleischpflanzl
- 1986: Rette mich, wer kann (Fernsehserie, 6 Folgen)
- 1986–1992: Die Hausmeisterin (Fernsehserie, 23 Folgen)
- 1986: Schloßherren (Fernsehserie)
- 1986: Irgendwie und sowieso (Fernsehserie, 3 Folgen)
- 1987: Zur Freiheit (Fernsehserie, 1 Folge)
- 1987, 1992: SOKO 5113 (Fernsehserie, 2 Folgen)
- 1987: Anna (TV-Mehrteiler)
- 1987: Hans im Glück (Mini-Serie)
- 1988: Starke Zeiten
- 1988: Anna – Der Film
- 1991: Stein und Bein
- 1993: Geschichten aus der Heimat (Fernsehserie, 1 Folge)
- 1993: Frühlingsgefühle – Eine Geschichte von Peter und Paul
- 1994: Mutter, ich will nicht sterben!
- 1994–1997: Ein idealer Kandidat (Fernsehserie, 4 Folgen)
- 1994–1998: Peter und Paul (Fernsehserie, 14 Folgen)
- 1995: Die Kreuzfahrt
- 1995: Tatort: Tod eines Auktionators
- 1996: Der Komödienstadel  – Minister gesucht
- 1996: Zwei zum Verlieben (Fernsehserie, 2 Folgen)
- 1997: Heimlichkeiten
- 1997:  Frauenarzt Dr. Markus Merthin (Fernsehserie, 1 Folge)
- 1997: Saskia – Schwanger zum Sex gezwungen
- 1997: Polizeiruf 110: Über den Tod hinaus
- 1997, 2002: Café Meineid (Fernsehserie, 2 Folgen)
- 2001: Eine Insel zum Träumen – Koh Samui
- 2002: Ich schenk dir einen Seitensprung
- 2002: Siska (Fernsehserie, 1 Folge)
- 2002: Mann, oh Mann, oh Mann!
- 2002: Utta Danella: Die Hochzeit auf dem Lande
- 2004: Weißblaue Wintergeschichten
- 2004: Das Traumhotel – Verliebt auf Mauritius
- 2004–2014: München 7 (Fernsehserie, 3 Folgen)
- 2005: Rosamunde Pilcher – Königin der Nacht
- 2005: Der Bulle von Tölz: Mord im Kloster
- 2006: König der Herzen
- 2006: Deutschmänner
- 2007: Der Bulle von Tölz: Feuer und Flamme
- 2007: Grüß Gott, Herr Anwalt
- 2008: Mein Gott, Anna!
- 2009: Schutzlos
- 2010: Die Posthalter-Christl
- 2010: Pfarrer Braun: Altes Geld, junges Blut
- 2011: Mord in bester Gesellschaft: Das Ende vom Lied
- 2011: Die Trödelqueen – Gelegenheit macht Liebe
- 2012: Die Aufnahmeprüfung
- 2013: Dampfnudelblues
- 2017: Falsche Siebziger
- 2020: Die Chefin (Fernsehserie, 1 Folge)
- 2021: Polizeiruf 110: Frau Schrödingers Katze
- 2023: Neue Geschichten vom Pumuckl (Fernsehserie, 4 Folgen)

## Auszeichnungen

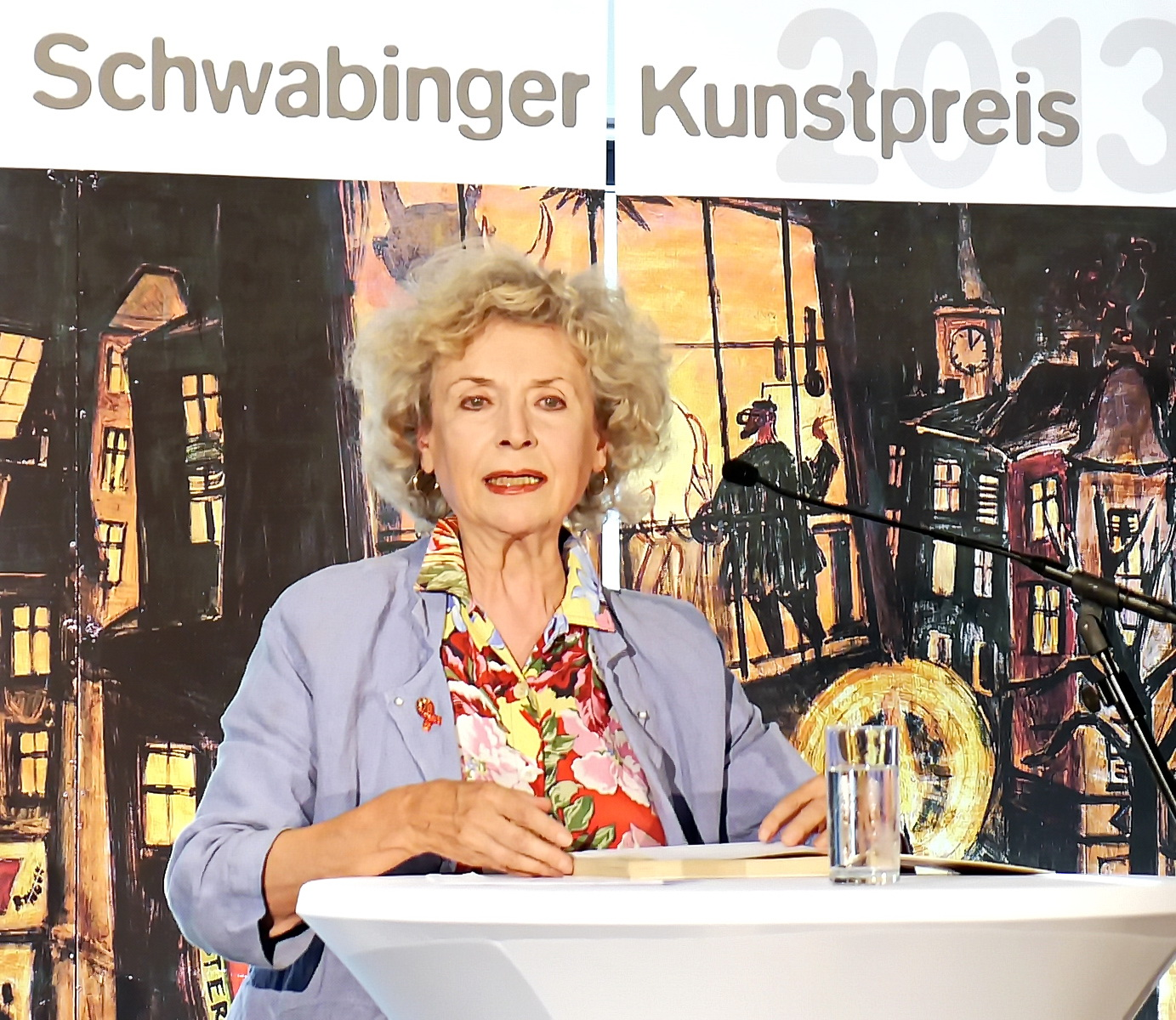
Ilse Neubauer, Schwabinger Kunstpreis, 2013

- 2011: Goldene Nürnberger Trichter der Nürnberger Trichter Karnevalsgesellschaft e. V. 1909
- 2013: Schwabinger Kunstpreis
- 2013: Bayerischer Poetentaler der Münchner Turmschreiber
- 2019: München leuchtet – Den Freundinnen und Freunden Münchens in Silber
- 2023: Bayerischer Verdienstorden[5]